# Marmande
Marmande (occitanska: Marmanda) är en kommun i departementet Lot-et-Garonne i regionen Nouvelle-Aquitaine i sydvästra Frankrike. Kommunen är chef-lieu för kantonerna Marmande-Est och
Marmande-Ouest som tillhör arrondissementet Marmande. År 2022 hade Marmande 17 361 invånare.

## Befolkningsutveckling
Antalet invånare i kommunen Marmande
| Referens: INSEE |